# Dacznoje (obwód wołogodzki)
Dacznoje (ros. Дачное) – wieś w Rosji, w rejonie mieżdurieczeńskim obwodu wołogodzkiego. W 2021 r. była niezamieszkana.